# Scotinomys teguina
Scotinomys teguina là một loài động vật có vú trong họ Cricetidae, bộ Gặm nhấm. Loài này được Alston mô tả năm 1876.